# بلقاسم صابة
بلقاسم صابة هو أحد مجاهدي وشهداء الثورة الجزائرية الكبرى ولد في 19 سبتمبر 1935 بدوار القصور بدائرة عين التوتة ولاية باتنة